# みずほ東芝リース
みずほ東芝リース株式会社（みずほとうしばリース、英文社名：Mizuho-Toshiba Leasing Company, Limited）とは、東京都港区虎ノ門に本社を置く、リース業を主な事業とする企業である。株主資本比率は、みずほリース90％、東芝10％となる。

## 沿革
- 2012年2月 - 東芝ファイナンス（現・オリコプロダクトファイナンス）の法人向け金融サービス事業を会社分割により承継したティーファス(株)※の株式を、興銀リース（現：みずほリース）と東芝が取得。IBJL東芝リース株式会社に商号を変更して新たに発足。※ティーファス(株)：1998年4月1日設立
- 2020年1月 - 親会社である興銀リースのみずほリースへの商号変更に伴い、みずほ東芝リース株式会社に商号変更。

## 事業所所在地
- 本社 - 東京都港区虎ノ門一丁目2番6号
- 支店
  - 北海道支店 - 札幌市西区琴似四条二丁目1番2号 コルテナII 2階
  - 東北支店 - 仙台市青葉区国分町二丁目2番2号 東芝仙台ビル2階
  - 関信越支店 - さいたま市大宮区宮町一丁目114番1 ORE大宮ビル4階
  - 中部支店 - 名古屋市中区錦二丁目19番1号 名古屋鴻池ビルディング8階
  - 北陸支店 - 富山市神通本町一丁目1番19号 いちご富山駅西ビル4階
  - 関西支店 - 大阪市北区大淀中一丁目1番30号 梅田スカイビルタワーウエスト32階
  - 四国支店 - 高松市番町一丁目6番8号 高松興銀ビル3階
  - 中国支店 - 広島市中区鉄砲町7番18号 東芝フコク生命ビル3階
  - 九州支店 - 福岡市中央区長浜二丁目4番1号 東芝福岡ビル10階

## 主力商品
- ファイナンス・リース：コンピュータ／パソコン／工作機械／産業機械／医療機器／放送機器／農業機械／設備機器全般
- オペレーティング・リース：自動車／パソコン／半導体製造設備／放送機器／家電／複写機（複合機･MFP）／ストレージ／FAX／電子マネー端末／クレジットカード決済端末
- レンタル：パソコン／自動車／計測機器／家電／放送機器／編集機器
- クラウド (ASP･SaaS)：マルチペイメントゲートウェイ（T-CON Payment）／資産管理（T-CON ASSET）／Webワークフロー（T-CON NET）／ドキュメント管理（T-CON DOCUMENTS）／オンラインストレージ＆FAXサービス（BIZBOX）／クラウド事業者向け課金･決済サービス
- 電子商取引やPOSレジ等の決済サービス：T-CON PAYMENT（てぃーこんぺいめんと）／クレジットカード／コンビニ収納／ゆう貯／ネット銀行／交通系電子マネー・Suica・PASMO・TOICA・SUGOCA・IruCa・manaca他
- 集金代行業務：口座自動振替／各種コンビニ振込／マイクロペイメント／デジタルコンテンツ／会費／各種利用料金
- BPO：受注受付代行業務／資産管理代行業務／イーコマース向け売掛金回収代行／PCキッティング／PCセットアップ
- 提携リース：各種事務機器／パソコン／オール電化機器／STB（セット・トップ・ボックス）

## 加盟団体（主要）
- 社団法人リース事業協会[加盟団体 1]
- 日本貸金業協会[加盟団体 2]
- 特定非営利活動法人 ASP・SaaS・クラウド コンソーシアム[加盟団体 3]
- スマートコミュニティ・アライアンス[加盟団体 4]

### 企業のサイト
- みずほ東芝リース株式会社

### 加盟団体のサイト
1. ↑  社団法人リース事業協会
2. ↑  日本貸金業協会
3. ↑  特定非営利活動法人 ASP・SaaS・クラウド コンソーシアム
4. ↑  スマートコミュニティ・アライアンス